# Waltz Time
Waltz Time è un film del 1933 diretto da Wilhelm Thiele.

## Produzione
Il film fu prodotto dalla Gaumont British Picture Corporation.

## Distribuzione
Distribuito dalla Woolf & Freedman Film Service, uscì nelle sale cinematografiche britanniche nel giugno 1933. Il film venne presentato negli Stati Uniti, proiettato in prima a New York il 28 settembre 1933, distribuito dalla Gaumont British Picture Corporation of America.